# 崂山道教建筑群
崂山道教建筑群，位于山东省青岛市崂山区，是由11座道宫、道观、道洞组成的建筑群。2013年3月，被中国国务院公布为第七批全国重点文物保护单位。崂山道教等宗教建筑众多，仅历代兴建的道宫就有22处，道观14处，庵48处，道洞27处，庙15处，寺院24处。
2006年12月7日，崂山道教建筑群列入第三批山东省文物保护单位，包含寺观13处，分别为太清宫、太平宫、上清宫、明霞洞、关帝庙、白云洞、明道观、蔚竹庵、华楼宫、太和观、华严寺、沧海观、百福庵（百福庵位于城阳区）。
2013年3月5日，崂山道教建筑群列入第七批全国重点文物保护单位，包含宫观11处，分别为太清宫、太平宫、上清宫、明霞洞、关帝庙、白云洞、明道观、蔚竹庵、华楼宫、太和观、沧海观，华严寺与百福庵未包含在内。